# ヴィシェチノの戦い
ヴィシェチノの戦い（ヴィシェチノのたたかい、ポーランド語: Bitwa pod Wyszecinem）はポーランド継承戦争中の1734年4月20日（4月21日とも。いずれもグレゴリオ暦）、ヴィシェチノで行われた、ロシア軍とポーランド軍の間の戦闘。ポーランド軍が数的に有利にもかかわらず、敗北した。
ロシア軍の指揮官はピョートル・ラシで、ポーランド軍の指揮官はルブリン県のヴォイヴォダアダム・タルウォだった。タルウォはフランスからの援軍の上陸を予想して、フランス軍と合流すべくバルト海へ移動しようとした。
ラシが勝利したことで、ダンツィヒの包囲は続けられ、スタニスワフ・レシチニスキの支持者はフランス軍の上陸に有利な情勢を作り出すことができなかった。